# ルバシカ

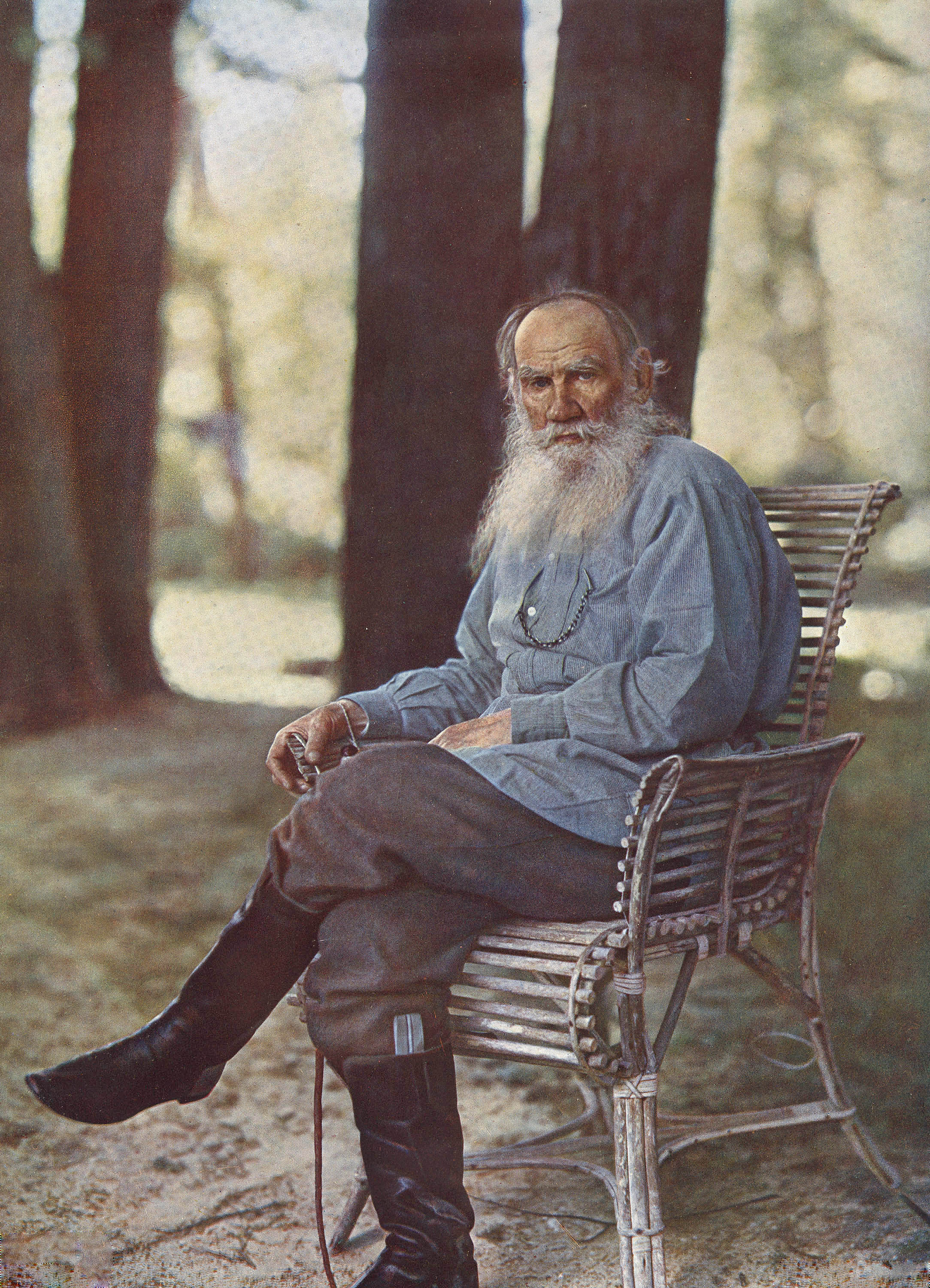
ルパシカを着用したトルストイ（1908年）。トルストイは晩年、農民の衣装であるルパシカを愛用した。

ルバシカ（露: рубашка, rubashka）は、日本においては一般に、ロシアの民族衣装の一種であるブラウス状の上衣を指す語。日本ではルバーシカ、ルバシュカ、あるいはルパシカなどとも呼ばれる。日本の辞典類では、ゆったりとした身頃、立襟（詰襟）、左前開き、袖口や襟の刺繍、腰帯を締めての着用などが特徴として説明される。
ただしロシア語のРубашкаはシャツ全般を指す語であって上述のような民族衣装に限るものではない。日本で「ルバシカ」と呼ばれている民族衣装は、農民が着ていた長袖シャツのコソヴォロートカ（露: косоворо́тка, kosovorotka）と重なる。

## 民族衣装の「ルバシカ」
ブラウスないしスモック風のプルオーバータイプのシャツ・上着で、もとはルバーハ（Rubakha）と呼ばれた。19世紀末から20世紀初頭にかけて、襟部や袖口にカラーやカフスがつくようになった。名称もルバーハが愛称、通称化してルバシカに変化した。
ルバシカは男女両用であり、身頃がゆったりとしていて、詰襟、前開きは左脇または右脇寄りになっている。前開きは、途中までボタンで留る。襟や袖口などにロシア風の刺繍が施してある。着用時には裾はズボンの外に出してベルトを締める。
晩年のレフ・トルストイは、民衆的な服装としてルバシカを着用していた（当時のロシア貴族は一般的に、下着として襟のないシャツを着ていた）。このことから、インテリゲンツィアを中心にロシア社会に広まった。トルストイの着ていた「ルバシカ」は、裾が長く、ポケットがある。
日本社会にルバシカを紹介したのは、ロシア演劇の公演を行う中で「本場」の演出に近づけようとしていた演劇人たちで、1910年（明治43年）に小山内薫が里見弴からルバシカ2枚をようやく手に入れたという記録がある。1917年（大正6年）のロシア革命の衝撃を経て、演劇界では「ロシアらしさを象徴する小道具」としてルバシカが広く使われ（芸術座の公演で、必要もない場面でルバシカが乱用されていると小山内薫が批判している）、日本の大衆にも「ロシア人のルバシカ姿」が広められた。大正末期から昭和初期にかけて、「コスモポリタン」を自負する一部のインテリ青年を中心として着用が流行した。
デヴィッド・リーン監督の『ドクトル・ジバゴ』（1965年）では、主人公ジヴァゴ（演：オマール・シャリフ）がルバシカ（コソヴォロートカ）を着ているが、実際にはロシア革命当時はほとんど着られなくなったタイプの服装であり、ロシアでは「ステレオタイプなロシアの描き方」であると批判があるという。

## 軍服の「ルバシカ」
ルバシカは、近代の帝政ロシア時代から軍服としても使われていた。1880年にトルキスタン軍管区で兵士の体操用の服装としてコソヴォロートカが支給されたのがはじまりといい、のちに肩章もつけられるなどして一般的な軍用シャツとなった。
ロシア革命下のロシア内戦時、労農赤軍側は旧体制である白衛軍（帝政ロシア）を打破するという名目から、軍服は帝政時代のルバシカを捨て一新されており、革命以降のソビエト連邦時代には、ルバシカ時代に使われていた階級章の肩章は階級表示方法も一切異なる襟章に変わり、襟の形状も折襟に変更された。しかし、第二次世界大戦下の1943年には再び帝政時代と代わり映えしないルバシカが肩章とともに事実上復古するようになり、ソビエト連邦軍となった戦後しばらくまで採用され続けた。

## ギャラリー

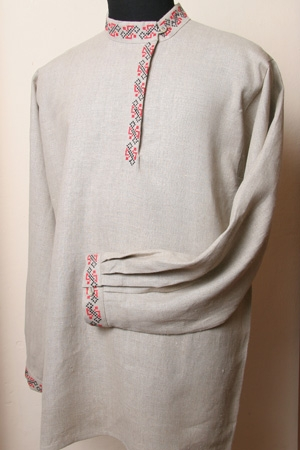
一般的なルバシカ
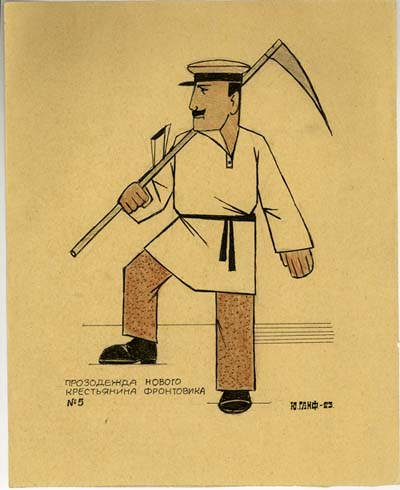
ルバシカを身に纏った武装兵を描いたもの
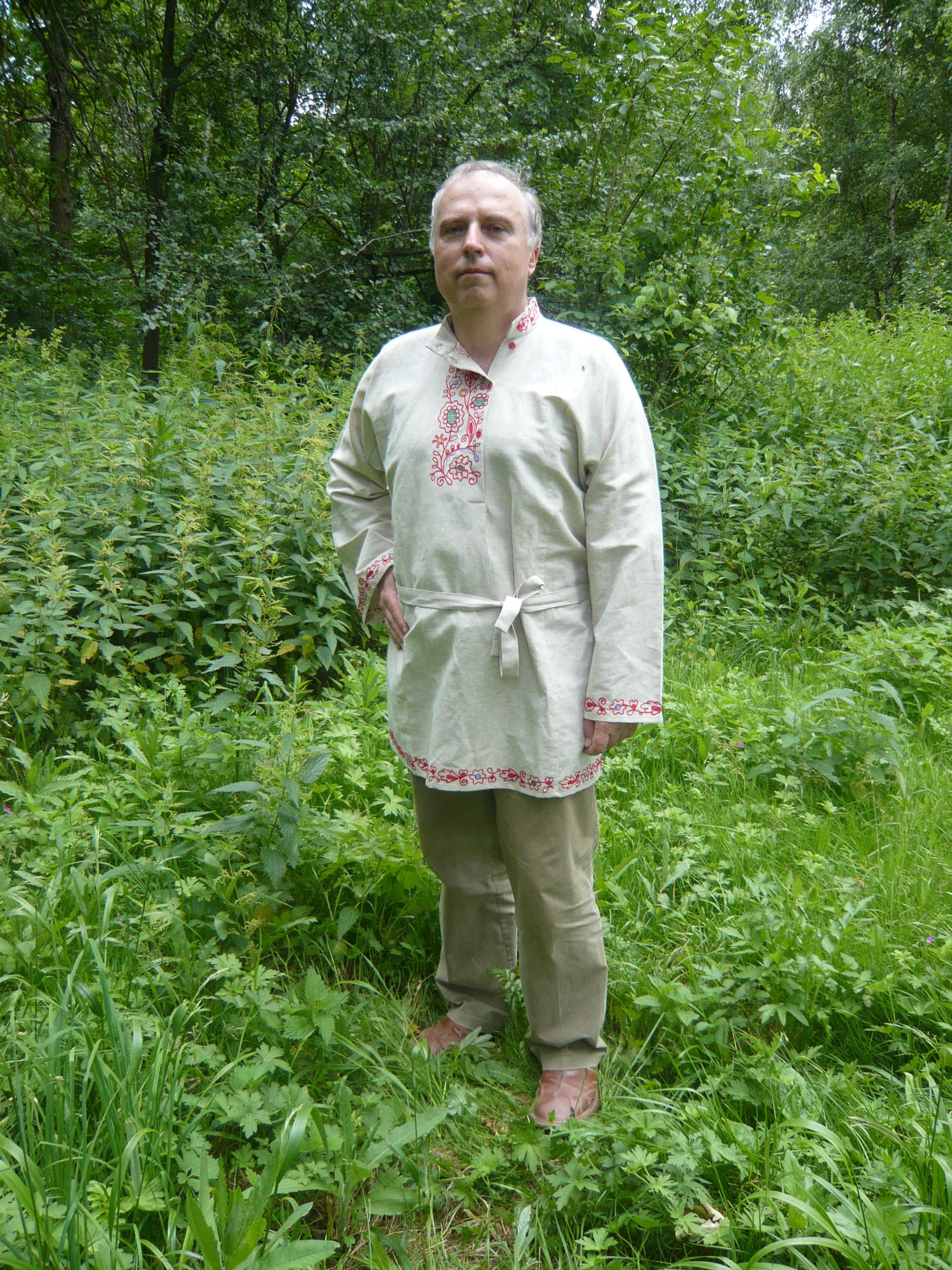
ルバシカ着用のロシア人男性
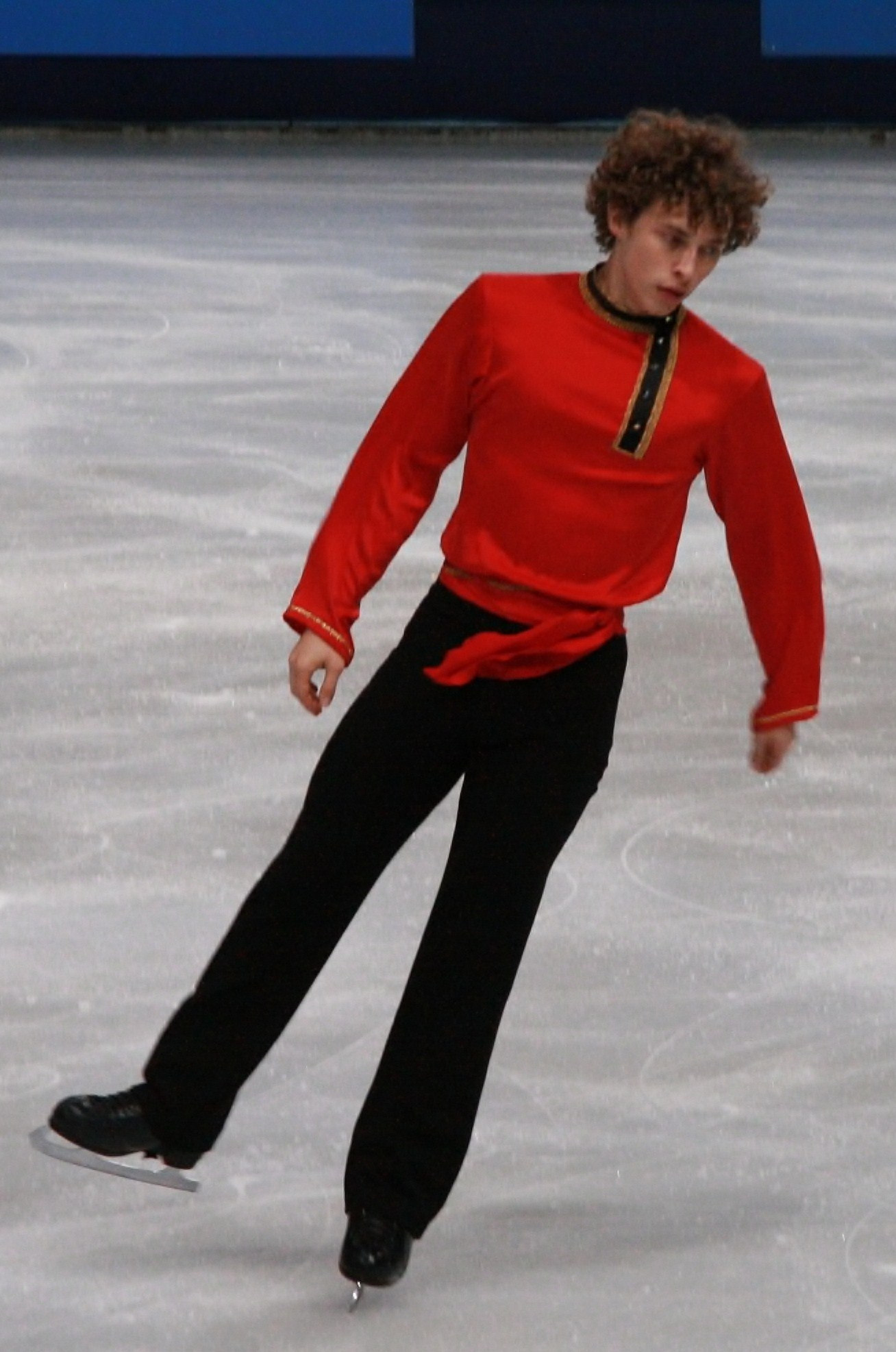
ルバシカを着用するアダム・リッポン
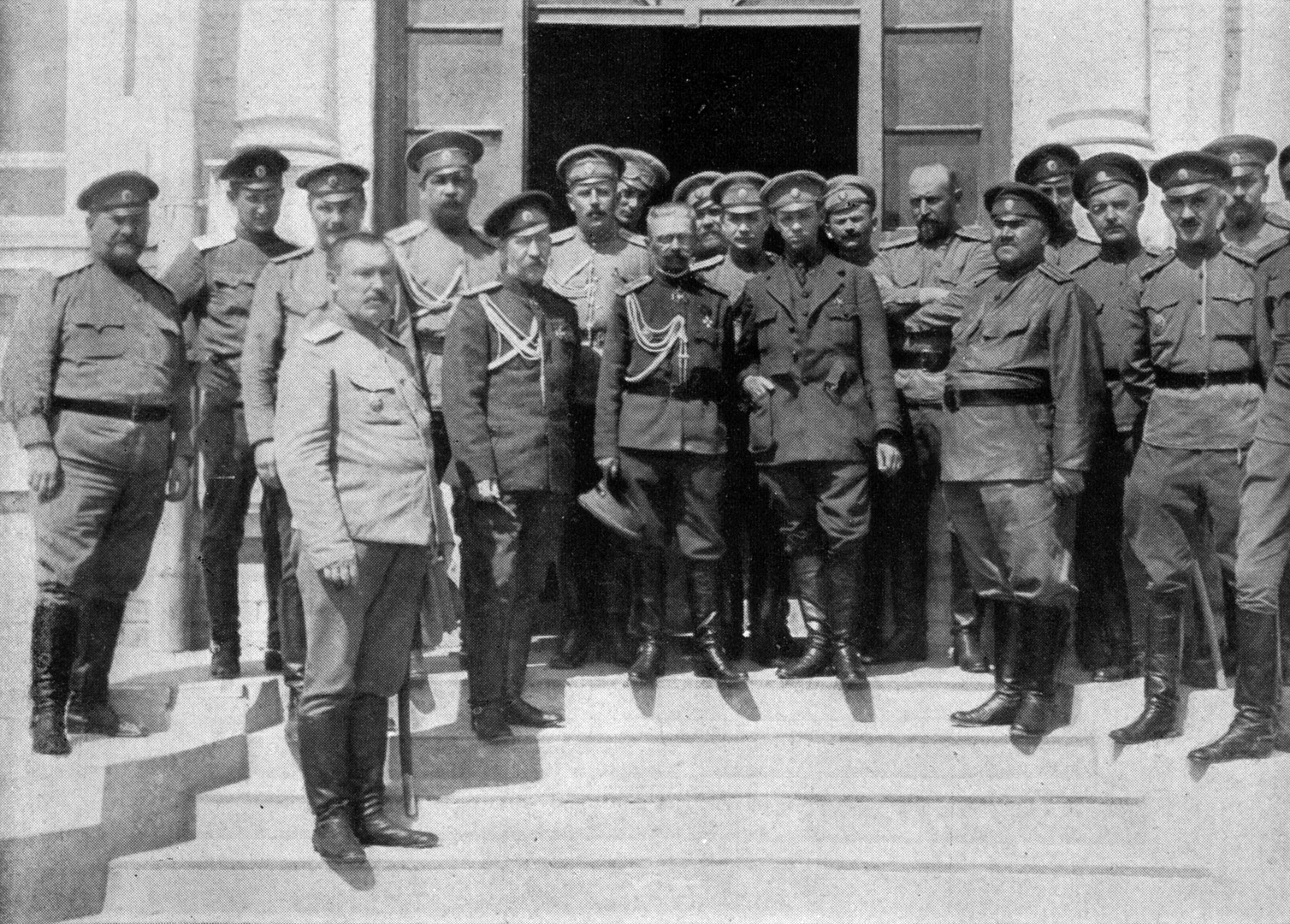
1916年（第一次世界大戦中）のロシア帝国陸軍将校